# 薩戈鎮區 (明尼蘇達州艾塔斯卡縣)
薩戈鎮區（英語：Sago Township）是位於美國明尼蘇達州艾塔斯卡縣的一個行政鎮區。

## 地方資料
薩戈鎮區的面積為89.08平方千米，當中陸地面積為87.58平方千米，而水域面積為1.50平方千米。根據2020年美國人口普查的數據，當地共有人口178人，而人口密度為每平方千米2人。